# 冯元蔚
冯元蔚（1930年—2019年7月15日），男，彝族，彝名巴胡母牟，四川西昌人，中华人民共和国民间文艺学家、政治人物。

## 生平
冯元蔚是四川省凉山彝族自治州西昌市礼州羲农玛施普助（现深沟堡）人，家庭为为尼尼土司家支。早年入学西康省立第二师范学校、西南民族学院。1982年，任中共四川省委副书记。1985年，补选四川省政协主席。1996年，任中国文联副主席。